# Messe Nr. 3 (Bruckner)
Die Messe Nr. 3 in f-Moll für Soli, vierstimmigen gemischten Chor und Orchester ist ein musikalisches Werk des österreichischen Komponisten Anton Bruckner (WAB 28). Es ist die zuletzt komponierte von fünf Messen Anton Bruckners, von denen drei nummeriert sind. Bruckner komponierte die erste Fassung von 14. September 1867 bis 9. September 1868.

## Entstehung
Im Frühjahr 1867 erhielt Bruckner vom k.u.k. Obersthofmeisteramt den Auftrag, eine Messe für die Wiener Hofmusikkapelle zu komponieren.  Er arbeitete an der Messe bereits während einer Erholungskur in Bad Kreuzen, welche er infolge eines Nervenleidens von Juni bis August 1867 machte, und vollendete sie im darauffolgenden September. Bruckner komponierte die erste Fassung von 14. September 1867 bis 9. September 1868 in Linz kurz vor dem Umzug nach Wien.
Die ersten Proben, durchgeführt von Johann Herbeck am Hof der Augustinerkirche, die 1868 oder 1869 stattfand, „wurden von den Musikern schlecht ausgeführt“ und waren „im Allgemeinen erfolglos“. Herbeck fand die Messe schließlich „zu unsingbar“. Die Musiker der Hofkapelle lehnten eine Aufführung zunächst ab, da sie die Messe für unspielbar hielten.
Vier Jahre später ließ Bruckner die Messe auf eigene Kosten uraufführen. Er konnte das Opernorchester für 300 Gulden mieten sowie seinen Freund Johann von Herbeck als Dirigenten und dessen Chor, den Wiener Singverein, gewinnen. Jedoch sagte Herbeck selbst seine Teilnahme nach der Generalprobe entnervt ab. Somit fand die Uraufführung nach vielen Verzögerungen in der Wiener Augustinerkirche am 16. Juni 1872 unter der Leitung von Bruckner selbst statt. Obwohl die Uraufführung aufgrund der widrigen Umstände nicht besonders gut gelang, war sie ein beachtlicher Erfolg für Bruckner, der sich in Wien noch nicht durchgesetzt hatte. Herbeck änderte daraufhin seine Meinung und behauptete sogar, er kenne nur zwei Messen an: diese und die Missa solemnis von Beethoven. Franz Liszt und sogar Eduard Hanslick lobten das Werk. Eine zweite Aufführung fand in der Hofkapelle am 8. Dezember 1873 statt. Das Manuskript befindet sich im Archiv der Österreichischen Nationalbibliothek.
Nach der dritten Aufführung am 30. Juli 1876 nahm Bruckner kleine Änderungen an Kyrie und Gloria vor, und 1877 auch am Credo. 1881 überarbeitete er das „Credo“ erneut, um die Konzerte in der Hofkapelle vorzubereiten, hauptsächlich um „Schwierigkeiten der Ausführung“ zu behandeln, aber auch, um zu berücksichtigen, was er aus seiner Beschäftigung mit Mozarts Requiem gelernt hatte. So korrigierte er einige Fälle von Oktavparallelen, wenn ihm diese nicht durch Mozarts Vorbild gerechtfertigt erschienen. Bei einigen späteren Aufführungen befand sich Bruckner auf der Orgelempore statt auf dem Podium.
In einem Brief an Siegfried Ochs vom 14. April 1895 schrieb der Komponist:

„Der Bruckner wird alt und möchte doch so gern noch die f-Moll hören! Bitte, bitte! Das wäre der Höhepunkt meines Lebens. Aber dann manches anders als die Partitur! Bei Des-Dur im Credo: Deum verum de Deo bitte Organo pleno! Nicht Register sparen!“

In den 1890er Jahren war Bruckner immer noch mit Überarbeitungen beschäftigt, an den Gesangsstimmen allerdings nahm er insgesamt seit 1868 kaum Änderungen vor. Nach der Aufführung im November 1893 lobte Johannes Brahms das Werk „... mit so viel Enthusiasmus ... dass Bruckner ihm persönlich gedankt hat“.
Der Komponist widmete die Messe Anton Ritter von Imhof-Geißlinghof „in letzter Minute“. Leopold Nowak glaubt jedoch, dass das Werk eigentlich dem Dirigenten Johann Herbeck gewidmet war.

## Fassungen und Ausgaben
Bruckner nahm vier aufeinanderfolgende Überarbeitungen des Werkes vor, 1876, 1877, 1881 und von 1890 bis 1893.
- Erstausgabe (Doblinger, 1894), überarbeitet von Josef Schalk; Neuauflage von Wöss (1924)
- Ausgabe: Haas (1944, 1952)
- Ausgabe: Nowak (1960)
- Ausgabe von Hans Ferdinand Redlich (Eulenburg, 1967)
- Neuausgabe von Hawkshaw (2005)

NB: Von der ursprünglichen Fassung von 1868 gibt es bis heute keine Ausgabe.
Die erste Ausgabe von 1894 enthält „viele fragwürdige Hinweise auf Ausführung und Artikulation sowie eine massive Neuorchestrierung, insbesondere von Blasinstrumenten“. Bruckner war irritiert, als er darauf aufmerksam wurde, und notierte mehrere Fälle von Oktavparallelen, die er in seinen eigenen Revisionen eliminiert hatte.
1944 erstellte Haas eine Partitur als Teil der „Bruckner-Gesamtausgabe“, die in der Ausgabe von 1960 durch eine Fassung von Nowak und in der Ausgabe von 2005 durch eine Fassung von Paul Hawkshaw ersetzt wurde. Diese Fassungen unterschieden sich auch deshalb, weil die drei Bearbeiter nicht im gleichen Maße Zugang zu den Quellen, also Manuskripten und Abschriften hatten. Hans Ferdinand Redlich klagte in seinem Vorwort zur Eulenburg-Ausgabe, dass Nowak ihm den Zugang zu den Quellen verweigert habe.
In der aktuellen „Gesamtausgabe“ von Hawkshaw sind die beiden Fassungen von 1883 und 1893 erschienen, die Bruckner für maßgeblich hielt. Künstler haben die Möglichkeit, zwischen diesen beiden Versionen zu wählen.

## Besetzung
Das Werk ist komponiert für gemischten Chor, Solisten und Orchester (2 Flöten, 2 Oboen, 2 Klarinetten in B, 2 Fagotte, 2 Hörner in F, 2 Hörner in B, 2 Trompeten in C, Alt, Tenor und Bass Posaunen, Pauken und Streicher, und Orgel ad libitum).
Die Orgelpartitur, die in der Ausgabe von Wöss, fehlt bei Haas, wird „ad libitum“ in die aktuelle „Gesamtausgabe“ aufgenommen. „Die Orgel wird in erster Linie verwendet, um signifikante Passagen zu akzentuieren, um die Helligkeit ihres Klangs zu erhöhen“.
1. Kyrie – Moderato, f-Moll
2. Gloria – Allegro, C-Dur
3. Credo – Allegro, C-Dur
4. Sanctus – Moderato, F-Dur
5. Benedictus – Allegro moderato, As-Dur
6. Agnus Dei – Andante, f-Moll, endend in F-Dur

Gesamtdauer: etwa 62 Minuten.
Die ersten Worte im Gloria und im Credo werden vom Chor gesungen, anstatt wie in Bruckners früheren Messen vom Priester oder einem Solisten in gregorianischer Modalität gesungen zu werden. Die Komposition ist symphonischer als die von Bruckners Messe Nr. 1, mit einem größeren Beitrag der Solisten. Bruckner kommentierte Takte 170–179 des Gloria – Teil des letzten „Miserere nobis“ – als optional. Diese zehn Takte wurden nur von wenigen Dirigenten berücksichtigt. Während das Gloria in allen Messen Bruckners mit einer Fuge endet, endet das Credo nur in der Messe Nr. 3 und der früheren Missa solemnis mit einer klassischen Fuge. In dieser Fuge wird den Stimmeinsätzen jeweils die von der Orgel unterstützte Akklamation „Credo, credo“ vorangestellt. Das Thema des Agnus Dei erinnert an das der Missa solemnis. Das Dona nobis pacem greift das Thema des Kyrie in Dur-Dur auf und erinnert an das Motiv der Fuge des Gloria und des letzten Satzes des Credo.
Die Komposition der Messe in f-Moll könnte von den späteren Messen von Franz Schubert beeinflusst worden sein: Schuberts Messe Nr. 5 in As-Dur und Messe Nr. 6 in Es-Dur

## Diskografie (Auswahl)
Etwa 70 Einspielungen von Bruckners Messe Nr. 3 sind erschienen.
Die erste vollständige Aufnahme der Messe wurde von Maurice Kessler mit der Oberlin Musical Union und dem Conservatory Orchestra of Cleveland im Jahr 1949. Von den anderen Aufnahmen aus der LP-Ära, Eugen Jochums Aufnahme mit dem Symphonieorchester und dem Chor des Bayerischen Rundfunks (Deutschen Grammophon), und Karl Forsters mit den Berliner Symphonikern und dem Chor der St. Hedwigs-Kathedrale wurden auf CD remastert. Nach Hans Roelofs gehören die von Jochum und Forster zu den besseren Aufnahmen der Messe.
Matthew Bests neuere Aufnahme mit den Corydon Singers wurde von Kritikern gelobt, besonders da dieser „die Wagner’schen Elemente im wunderschönen Benedictus“ nicht herunterspiele. Franz Anton Kragers Aufnahme von 2013 mit dem Houston Symphony Chorus sei bemerkenswert für ihre starke Einbindung der Orgel, welche die Wirkung des Chors sowie der Orchestertuttis verstärke.
Andere hervorragende Aufnahmen nach Roelofs sind unter anderem die von Karl Richter (Schalk-Erstausgabe), Lovro von Matačić, Colin Davis, Heinz Rögner und Franz Welser-Möst, sowie die neueren Aufnahmen von Ricardo Luna, Robin Ticciati und Gerd Schaller.
- Eugen Jochum, Symphonieorchester und Chor des Bayerischen Rundfunks, Anton Nowakowski (Orgel) – LP: DG 18829 – CD: DG 423 127-2 (Box mit 4 CDs), 1962 (Haas-Ausgabe)
- Karl Forster, Berliner Symphoniker und Chor der St.-Hedwigs-Kathedrale – LP: Electrola E/STE 80715 – CD: EMI 697-252 180-2 (Box of 3 CDs), 1962 (Haas-Ausgabe)
- Karl Richter, Singverein der Gesellschaft der Musikfreunde und Tonkünstlerorchester, Wien – CD: Kapellmeister KMS-064, 1974 (Schalk-Erstausgabe, mit den optionalen Takten 170–179 des „Gloria“)
- Lovro von Matačić, Philharmonia Chorus and Orchestra – CD: Uraufführung Opera 4286, Live Royal Festival Hall London, 8. März 1981 – mit Dvořáks Te Deum. NB: Eine Kuriosität an dieser Aufnahme ist, dass das Incipit des Gloria und des Credo – wie in Bruckners früheren Messen – von einem Solisten intoniert wird, bevor der Chor weitergeht.[29]
- Colin Davis, Symphonieorchester und Chor des Bayerischen Rundfunks, Elmar Schloter (Orgel) – CD: Philips 422 358-2, 1988 (mit den optionalen Takten 170–179 des „Gloria“)
- Heinz Rögner, Rundfunkchor Berlin und RSO Berlin – CD: Ars Vivendi 2100 173, 1988
- Matthew Best, Corydon Singers and Orchestra – CD: Hyperion CDA 66599, 1992 (mit Psalm 150).
- Franz Welser-Möst, London Philharmonic Orchestra und Linzer Mozart-Chor – CD: EMI CDC5 56168 2, 1995 (Nowak-Ausgabe, mit den optionalen Takten 170–179 des „Gloria“)
- Ricardo Luna, Wiener Madrigalchor, Chorvereinigung Schola Cantorum und Symphonieorchester der Wiener Volksoper, István Mátiás (Orgel) – CD des Wiener Madrigalchors: WMCH 024, 2008. Live-Uraufführung der Fassung von 1883 (Hawkshaw ed.) – mit dem Te Deum
- Robin Ticciati, Chor des Bayerischen Rundfunks and Bamberger Symphoniker – CD: Tudor 7193, 2013 (live)
- Franz Anton Krager & Michelle Perrin Blair, Houston Symphony Chorus, Moores School Orchestra und Sigurd Øgaard (Orgel), Anton Bruckner: Symphonisches Praeludium, Messe Nr. 3 in f-Moll, Postludium Orgelimprovisation – CD/BD: abruckner.com BSVD 0116, 2013 (mit den optionalen Takten 170–179 des „Gloria“) – mit dem Ave Maria, WAB 7 als Offertorium
- Gerd Schaller, Bruckner – Messe 3, Psalm 146, Bruckners Orgelwerke, Philharmonischer Chor München und Philharmonie Festiva, CD: Profil Hänssler PH16034, 2016.
- Karsten Storck, Anton Bruckner – Messe f-Moll, Chöre am Hohen Dom zu Mainz, Mainzer Domorchester, Daniel Beckmann (Orgel) – CD: Rondeau ROP6161, 2018 (Fassung von 1893)